# Єньо Камуті
Єньо Камуті (угор. Kamuti Jenő, нар. 17 вересня 1937, Будапешт, Угорщина) — угорський фехтувальник на рапірах, дворазовий срібний (1968 та 1972 роки) призер Олімпійських ігор, чемпіон світу.

## Виступи на Олімпіадах
| Олімпіада     | Дисципліна           | Місце     |
| ------------- | -------------------- | --------- |
| Рим 1960      | індивідуальна рапіра | 4 p1 r3/5 |
| Рим 1960      | командна рапіра      | 4         |
| Токіо 1964    | індивідуальна рапіра | 5         |
| Токіо 1964    | командна рапіра      | 7         |
| Мехіко 1968   | індивідуальна рапіра | 2         |
| Мехіко 1968   | командна рапіра      | 5         |
| Мюнхен 1972   | індивідуальна рапіра | 2         |
| Мюнхен 1972   | командна рапіра      | 4         |
| Монреаль 1976 | індивідуальна рапіра | 40        |
| Монреаль 1976 | командна рапіра      | 7         |